# Komańcza (gmina)
Komańcza – gmina wiejska w południowej części województwa podkarpackiego, w powiecie sanockim, na pograniczu Beskidu Niskiego i Bieszczadów. W latach 1975–1998 gmina położona była w województwie krośnieńskim. Pod względem powierzchni jest trzecią co do wielkości gminą w Polsce.
Siedziba gminy to Komańcza.
Według danych z 30 czerwca 2023 roku liczba ludności wynosiła 4170.

## Położenie i struktura powierzchni
Gmina Komańcza położona jest w dolinie Osławy i Osławicy, na granicy Bieszczadów i Beskidu Niskiego. Na jej terenie znajduje się pasmo Chryszczatej. Od południa gmina sąsiaduje ze słowackim krajem preszowskim.
Powierzchnia gminy obejmuje obszar 387,72 km². W strukturze użytkowania terenu dominują lasy, które zajmują 74,5% powierzchni gminy, a użytki rolne stanowią około 23%. Na grunty pozostałe przypada 2,5% powierzchni gminy.

## Historia

### 1934–1954
Gmina zbiorowa Komańcza została utworzona 1 sierpnia 1934 roku w powiecie sanockim w woj. lwowskim z dotychczasowych jednostkowych gmin wiejskich: Czystohorb, Dołżyca, Duszatyn, Jawornik, Komańcza, Mików, Osławica, Prełuki, Radoszyce, Turzańsk i Wisłok Wielki. Gminy te przekształcono 17 września 1934 w 11 gromad (sołectw) gminy Komańcza.
Gmina była w latach 1944–1947 terenem intensywnych walk Wojska Polskiego, Milicji Obywatelskiej i WOP z oddziałami UPA. W dniu 1 maja 1946 UPA spaliła w gminie Komańcza 50 gospodarstw.
Po wojnie gmina znalazła się w powiecie sanockim w nowo utworzonym woj. rzeszowskim. Według stanu z 1 lipca 1952 liczyła nadal 17 gromad. 
Gmina została zniesiona 29 września 1954 roku wraz z reformą wprowadzającą gromady w miejsce gmin. Jej obszar wszedł w skład nowych gromad: Komańcza i Wisłok Wielki.

### 1973–
Gminę Komańcza reaktywowano 1 stycznia 1973 w powiecie bieszczadzkim w woj. rzeszowskim w związku z kolejną reformą administracyjną. Gmina objęła.:
- 12 sołectw: Czystogarb, Dołżyca, Komańcza, Łupków, Mików, Mokre, Radoszyce, Rzepedź, Smolnik, Turzańsk, Wisłok Wielki i Wola Michowa,
- 11 obrębów ewidencyjnych: Balnica, Duszatyn, Jawornik, Kulaszne,  Maniów, Osławica, Prełuki, Szczawne, Szczerbanówka, Wysoczany i Zubeńsko.

Nowa gmina objęła obszar znacznie większy niż w odsłonie sprzed 1954 roku, ponieważ w jej skład weszły obszary należące dawniej do gminy Szczawne w powiecie sanockim (Kulaszne, Mokre, Rzepedź, Szczawne i Wysoczany) i do gminy Wola Michowa (Balnica, Łupków, Maniów, Smolnik, Szczerbanówka, Wola Michowa i Zubeńsko) w powiecie leskim, których nie reaktywowano.
1 czerwca 1975 roku gmina znalazła się w nowo utworzonym woj. krośnieńskim.
2 lipca 1976 do gminy Komańcza włączono część obszaru sołectwa Wola Niżna (Darów, Jasiel, Moszczaniec, Polany Surowiczne, Rudawkę Jaśliska i Surowicę) ze zniesionej gminy Jaśliska.
1 lutego 1977 od gminy Komańcza odłączono sołectwo Mokre, włączając je do nowej gminy Zagórz.
Od 1999 ponownie w powiecie sanockim, w nowym województwie podkarpackim.
1 stycznia 2017 z gminy wyłączono miejscowości: Darów, Jasiel, Moszczaniec, Polany Surowiczne, Rudawkę Jaśliska i Surowicę, włączając je do reaktywowanej w 2010 roku gminy Jaśliska w powiecie krośnieńskim.

## Demografia
Gminę zamieszkuje pewna grupa ludności autochtonicznej rusińskiej, która częściowo uniknęła przesiedleń z lat 1945–1947. Łemkowie osławiaccy kultywują tradycje kultury duchowej i materialnej górali wschodniobeskidzkich. Grupa ta stanowi jednak ok. 10% mieszkańców gminy.
Wśród polskiej ludności można wyróżnić zarówno autochtonów, którzy zamieszkiwali teren gminy przed 1947 rokiem (przed II wojną światową), jak i tych, którzy przybyli na teren gminy po 1947 roku z innych części powiatu sanockiego i bardziej odległych terenów. Polacy stanowią ok. 90% mieszkańców gminy.
Dane z 30.06.2023 roku:
| Opis                              | Ogółem | Ogółem | Kobiety | Kobiety | Mężczyźni | Mężczyźni |
| --------------------------------- | ------ | ------ | ------- | ------- | --------- | --------- |
| jednostka                         | osób   | %      | osób    | %       | osób      | %         |
| populacja                         | 4170   | 100    | 2094    | 50,2    | 2076      | 49,8      |
| gęstość zaludnienia (mieszk./km²) | 10.8   | 10.8   | 5,4     | 5,4     | 5,4       | 5,4       |

W spisie w 2011 roku 10,5% mieszkańców zadeklarowało się jako Ukraińcy.
Część gminy położona jest na terenie dwóch parków krajobrazowych: Ciśniańsko-Wetlińskiego i Jaśliskiego.
- Piramida wieku mieszkańców gminy Komańcza w 2014 roku

## Podział administracyjny
SołectwaCzystogarb, Dołżyca, Komańcza, Mików, Nowy Łupków, Radoszyce, Rzepedź "Nad Osławicą", Rzepedź wieś, Smolnik, Szczawne-Kulaszne, Turzańsk, Wisłok Wielki, Wola Michowa, Wysoczany
Pozostałe miejscowościDuszatyn, Jawornik, Maniów, Osławica, Prełuki, Stary Łupków.
Nieistniejące miejscowościBalnica, Szczerbanówka, Zubeńsko

## Sąsiednie gminy
Baligród, Bukowsko, Cisna, Jaśliska, Rymanów, gmina Zagórz. Od południa gmina sąsiaduje ze słowackim krajem preszowskim.